# Liste der Monuments historiques in Éternoz-Vallée-du-Lison
Die Liste der Monuments historiques in Éternoz-Vallée-du-Lison führt die Monuments historiques in der französischen Gemeinde Éternoz-Vallée-du-Lison auf.

## Liste der Objekte
| Bezeichnung                 | Beschreibung                              | Standort                                                   | Kennzeichnung | Schutzstatus | Datum | Bild |
| --------------------------- | ----------------------------------------- | ---------------------------------------------------------- | ------------- | ------------ | ----- | ---- |
| Gemälde Anbetung der Hirten | Ölfarbe auf Holz, bezeichnet 1581         | Coulans-sur-Lizon, in der Kirche Sts-Pierre-et-Paul (Lage) | PM25000585    | Classé       | 1908  |      |
| Tabernakel                  | Holz, vergoldet, 16. oder 17. Jahrhundert | Coulans-sur-Lizon, in der Kirche Sts-Pierre-et-Paul (Lage) | PM25000586    | Classé       | 1908  |      |